# Luigi Stefanini
Luigi Stefanini (* 3. November 1891 in Treviso; † 16. Januar 1956 in Padua) war ein italienischer Philosoph und Pädagoge.
Stefanini studierte Philosophie an der Universität Padua und dieser Universität blieb er auch in seiner weiteren akademischen Laufbahn verbunden. Seit 1931 lehrte er ebendort Pädagogik, seit 1937 als ordentlicher Professor. Im Jahre 1940 wechselte er vom Lehrstuhl für Pädagogik auf denjenigen für Geschichte der Philosophie. Stefanini hat zahlreiche Publikationen auf den Gebieten der Philosophiegeschichte und Ästhetik hervorgebracht. Seine eigene philosophische Position steht der Denkrichtung des Personalismus nahe.
Der Diskussion um die Bedeutung seines Werkes widmet sich heutzutage eine Stiftung, die „Fondazione Luigi Stefanini“ in Treviso, die auch die private Bibliothek des Philosophen betreut.

## Weblink
- Internetauftritt der Fondazione Luigi Stefanini (ital.)

| Personendaten    | Personendaten                        |
| ---------------- | ------------------------------------ |
| NAME             | Stefanini, Luigi                     |
| KURZBESCHREIBUNG | italienischer Philosoph und Pädagoge |
| GEBURTSDATUM     | 3. November 1891                     |
| GEBURTSORT       | Treviso                              |
| STERBEDATUM      | 16. Januar 1956                      |
| STERBEORT        | Padua                                |